# پایگاه نیروی هوایی مارکولستی

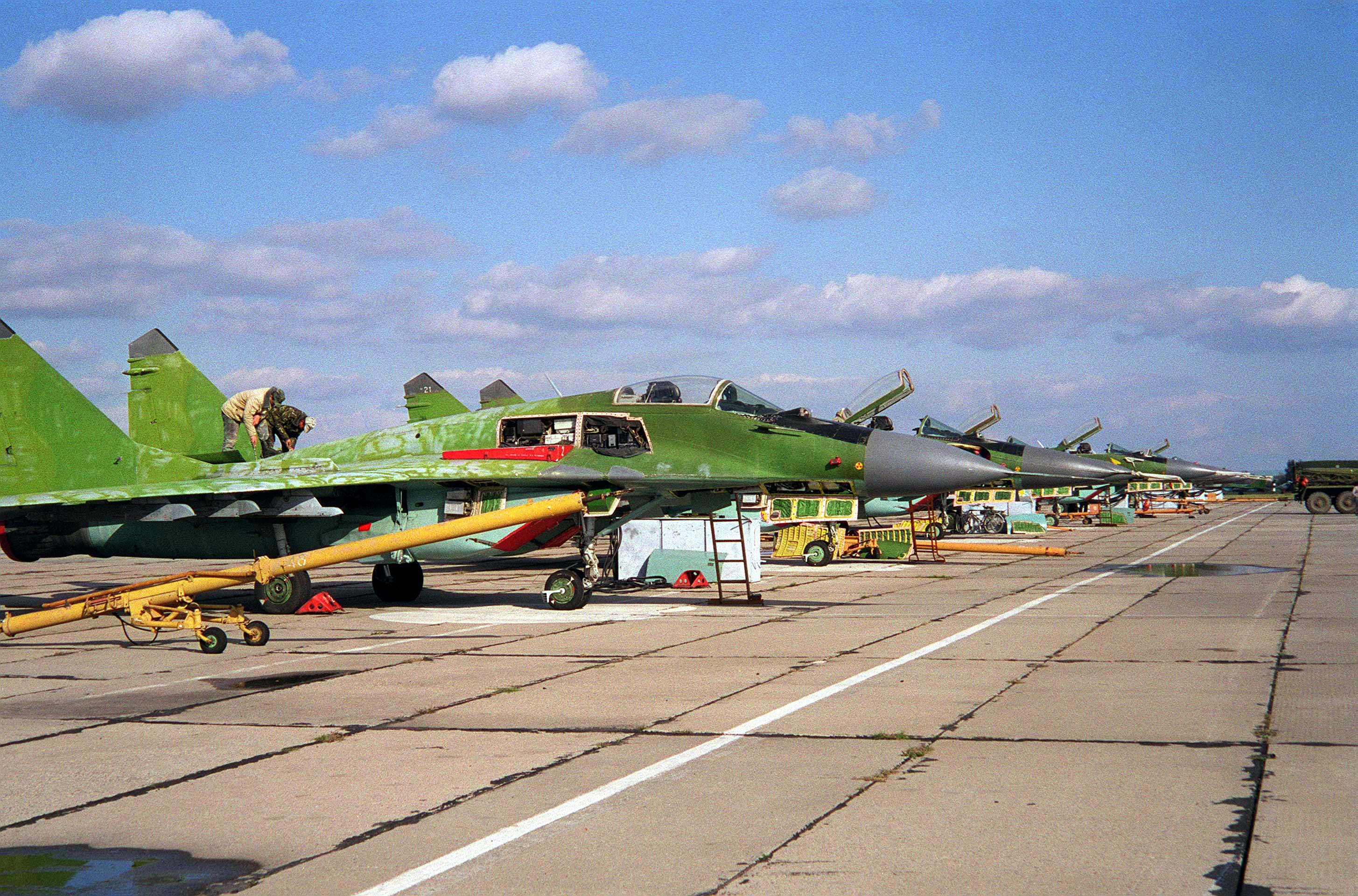
فرودگاه

پایگاه نیروی هوایی مارکولستی (به انگلیسی: Mărculeşti Air Force Base) (به زبان بومی: Aeroportul İnternatıonal Marculeşti) یک فرودگاه همگانی است که یک باند فرود بتن دارد و طول باند آن ۲۵۱۲ متر است. این فرودگاه در کشور مولداوی قرار دارد و در ارتفاع ۱۰۱ متری از سطح دریا واقع شده‌است.